# Kyle Dagostino
Kyle Patrick Dagostino (Tampa, 18 de maio de 1995) é um jogador de voleibol norte-americano que atua na posição de líbero.

## Carreira

### Clube
Dagostino atuou no voleibol universitário pela Universidade Stanford de 2015 a 2019. Na temporada 2019–20, assinou o seu primeiro contrato profissional com ACH Volley, para atuar no campeonato esloveno. Com o novo clube, o líbero conquistou na sua temporada de estreia o Campeonato Esloveno, a Copa da Eslovênia e a Liga da Europa Central.
Na temporada seguinte mudou-se para o campeonato alemão após assinar contrato com o United Volleys Frankfurt, mas em novembro de 2020 voltou para o antigo clube onde conquistou mais um título da Liga da Europa Central.
Em dezembro de 2021, o norte-americano foi contratado pelo Raision Loimu para atuar no voleibol finlandês. Na temporada seguinte, Dagostino foi contratado pelo Nice Volley-Ball para atuar no campeonato francês. Ao término da temporada 2022–23, o líbero permaneceu no campeonato francês, porém defendendo as cores do Narbonne Volle.

### Seleção
Dagostino participou do Campeonato Mundial Sub-19 de 2013, onde terminou na 16ª colocação. Em 2019 com a seleção adulta norte-americana conquistou o vice-campeonato do Campeonato NORCECA, onde foi eleito o melhor líbero da competição.
Em 2021 o líbero conquistou a medalha de bronze na Copa Pan-Americana ao derrotar a seleção dominicana por 3 sets a 1. Em 2022, foi vice-campeão da Liga das Nações após derrota para a seleção francesa.

## Títulos
ACH Volley
- Campeonato Esloveno: 2019–20
- Copa da Eslovênia: 2019–20

## Clubes
| Anos      | Clube                    |
| --------- | ------------------------ |
| 2019–2020 | ACH Volley               |
| 2020–2020 | United Volleys Frankfurt |
| 2020–2021 | ACH Volley               |
| 2021–2022 | Raision Loimu            |
| 2022–2023 | Nice Volley-Ball         |
| 2023–     | Narbonne Volley          |

## Prêmios individuais
- 2019: Copa Pan-Americana – Melhor defensor
- 2019: Campeonato NORCECA – Melhor líbero e melhor defensor